# Distretto di Shurchi
Il distretto di Shurchi (usbeco Sho`rchi) è uno dei 14 distretti della Regione di Surxondaryo, in Uzbekistan. Si trova nella parte centro-orientale della regione. Il capoluogo è Shurchi, una città di 16.600 abitanti (censimento 1989).